# Intruder (музичка група)
Интрудер је музичка група из Београда, Србија. Жанр музике коју свирају би се могао окарактерисати као алтернативни електро-поп.

## Историја бенда
Састав Интрудер је настао у Београду 1991. године у форми дуета који су чинили Небојша Марковић и Иван Халупка. Од самих почетака Интрудер се бави експериментима у области електронске музике. Прво је то била форма која би се могла назвати амбијенталним електро попом, да би се полако претапала у експерименте са раним облицима техно музике и разних поджанрова.
Прва серија демо снимака је направљена у студију у Калуђерици и већ 1992. године је започела свој радијски живот. Нумера „Lost” је доспела на 1. место демо листе Радија Б 92, а на годишњој листи доспела је на 4. место. Неколико песама из тог серијала се нашло на првој независној техно компилацији Belgrade Dance Music, уз песме још две техно групе, Ghetto Blaster и Zig Zag, уз промотивни концерт у Дому Омладине. Звук бенда почиње да се дефинише, а кроз сарадњу са саставом 4TUNE приближава се форми која овај бенд карактерише данас. Једна од песама из тог периода (1997), „Heathroad Tracks” заузима позиције на топ-листама — Дискомер Студија Б, Техно листа Радио Политике.
Убрзо се број песама повећава и полако се уобличава први албум. Још једна песма, „I Forgive You”, осваја позиције не само на специјализованим техно листама, већ и на регуларним домаћим листама. После завршене постпродукције у студију „О”, бенд је почетком 1998. одлучио да уради самостално издање у форми MC, под именом „Experiment”, у мањем тиражу. Издање је праћено првим видео-спотом за песму „A New Life”. Поред првог места на Дискомеру Студија Б, Техно листи Радио Политике, песма заузима прво место на радио-станицама ван Београда (Радио Инђија), а спот заузима прва места на видео-листама (Видеодром Студија Б, домаћа техно листа 3. канала).
После успеха нумера са албума првенца у јуну 1998. уследило је још једно издање — CD EP „A Deal with Mephisto”, урађен као промотивно издање за радио-станице, праћен новим спотом за насловну нумеру, која опет заузима прва места на топ-листама (радијским и видео). Уследио је први наступ у овој фази рада састава, на промоцији часописа „Extreme sports” на Ади Циганлији. Крајем лета излази прво независно техно издање — компилација „Artefact No.1” у издању Alien Artefact Recordings Center, на којој је поред других техно, drum'n'bass и амбијент извођача заступљен и Интрудер, са песмом „6”.
Крајем септембра уследио је наступ Интрудера на промотивном концерту за ово CD издање, у клубу „Барутана”). Упоредо са овим активностима Интрудер приводи крају рад на будућем албуму. У децембру 1998. излази још једна техно компилација на којој је заступљен и Интрудер, у издању HMK Records, под именом Belgrade... in Clubbing we Trust (Интрудер заступљен са старијим синглом I Forgive You).
Почетком 1999. се приводи крају рад на другом албуму, названом Windows '99. Целокупна идеја и дизајн за овај пројекат су осмишљени у дизајнерском студију „Бизарт”, а име албума је везано пре свега за колекцију фотографија старих и необичних прозора у Београду, прикупљених од стране чланова „Бизарт”-а. Претходница албуму је био радијски сингл „My Way Out”, издат у октобру 1998, праћен видео-спотом у режији „Бизарт”-а. Сингл је заузео прва места на листама радио-станица у Новом Саду (021), Пожаревцу (Boom 93) и бројним ТВ станицама (поред Студија Б, 3. канала ту је и 1. место на домаћој листи ТВ Политике). Песма је такође заузимала прво место током три летња месеца (јун, јул и август 99) на интернет листи (yutop10.co.yu). Албум Windows '99 је изашао фебруара 1999. као друго самостално издање за „Intruder Records”, уз медијску подршку Студија Б, Радија Б92 и „Technokratia”-е, у CD и MC формату.
Тада излази други сингл са албума — „Have to”, праћен спотом (у сарадњи са „Бизарт”-ом). Првобитно планирана промоција, праћена изложбом студија „Бизарт” у клубу „Андерграунд”, а заказана за 27. март је одложена због бомбардовања. Убрзо по престанку рата, Интрудер је у „Андерграунду” имао промоцију албума (крајем јуна). Затим је уследила серија наступа — у јулу у „Барутани”, на „Trance for Peace” манифестацији, затим у септембру на броду „Колос”, а затим по изласку новог CD сингла „Cut it Again”, почињу и припреме за наступ 4. новембра у клубу „Андерграунд”, а убрзо је уследио и наступ у клубу „КСТ” (5. децембра). Средином децембра је завршен спот за сингл „Cut it Again” (режија: „Бизарт”), затим следи наступ у београдском клубу „Mondo DC” 29. децембра. Уз велики успех сингла „Cut it Again”, урађена је CD2 верзија сингла за радио-станице, са новим верзијама песме и другим Интрудер ремиксима, све као најава новог албума који је у припреми.
Дана 17. фебруара 2000. Интрудер су гостовали у „Out Cafe”-у (Нови Сад). Извели су поред материјала са албума Windows '99 и неколико нових песама, најављујући следећи албум. Овај наступ је означио почетак активности бенда на концертним наступима.
После пуно рада и ангажовања, трећи албум бенда под именом Able је изашао првих дана јула 2000. у издању ЦСМ-а. Нови албум је обухватио хит сингл „Cut it Again”, као и сингл „Back Home” за који је снимљен и веома запажен спот у форми стрипа.
Дана 13. јула 2000. Интрудер су наступили на EXIT-у 2000, чиме је почела и концертна промоција новог издања. Новост у концертном наступу је улазак гитаристе Милоша Вукосављевића у бенд, као обогаћење електронике бенда звуком електричне гитаре. Две недеље касније, 28. јула, уследио је наступ у клубу „Tiffany” у Руми, пред око 200 посетилаца, који су као специјалан поклон-бонус добили и уводни DJ наступ Интрудера.
Као најава за наставак концертне промоције албума Able после летње паузе, Интрудер су 13. октобра наступили на првој југословенској WALK паради, односно музичком карневалу кроз Нови Сад. Овај догађај, реализован је по угледу на сличне догађаје у свету, пред неколико стотина посетилаца-шетача. Централна атракција је био велики камион претворен у бину, на коме је бенд и наступио у касним поподневним часовима.
У октобру 2000. отпочела је промоција албума Able, уз муњевит успон скривене нумере „Gonna Funk” на Дискомеру Студија Б. Званични сингл „Back Home” као и већ поменути пратећи стрип-спот се емитовао на бројним ТВ станицама у Београду. Промотивна кампања дуга две недеље завршена је београдским концертом у недељу 29. октобра у клубу „Андерграунд”. Пред 450 посетилаца у клубу, први пут, бенд је наступио у новом, појачаном саставу — придружили су му се бубњар Борис Кунчер и гитариста Владимир Врзић.
Дана 1. јануара 2001, пуштен у етар нови сингл са албума „Able“, за песму „Pretty Мама”, који је дистрибуиран у виду луксузно опремљеног промотивног CD сингла, само за медије, у свега 50 примерака. На синглу су се нашли и ремикси тема „Pretty Мама” и „Back Home”, као и снимак уживо са београдског концерта у Андерграунду. Спот за сингл „Pretty Мама” урађен је са јапанским мотивима и иконографијом.
Током пролећа, бенд је био ангажован на југословенској промотивној турнеји, заједно са Wolfgangom S, домаћим електро уметником. Турнеја је трајала од марта до јуна 2001, и у оквиру ње Интрудер и Wolfgang S су заједно обишли веће градове у Србији.
Јула 2001, пуштен је нови сингл са албума „Able“, за песму „Inevitable Sound”. Луксузно промо CD издање за медије пропратило је издавање спота.
Дана 12. јула Интрудер су наступили на музичком фестивалу EXIT Noise Summer Fest-у 2001 у Новом Саду, Југославија.
Током августа 2001, Интрудер су одсвирали неколико концерата у туристичким местима у Црној Гори, у Бијелој и Херцег Новом.
Београдски концерт уследио је у суботу 13. октобра 2001. у великој сали Дома Омладине Београда. Овај наступ на преко 12.000W озвучења са подршком скенера, стробова и димних машина представио је београдској публици рад бенда у протеклих неколико година.
Непосредно после београдског концерта, бенд је имао два везана наступа у организацији покрета ОТПОР — у Кули 26. октобра и у Старој Пазови 28. октобра. Ови наступи су публици презентовали и концептуалне новине у раду бенда.
Дана 22. децембра 2001. године, Интрудер су свирали на традиционалном предновогодишњем КСТ-овом Маскенбалу, догађају који је окупио око 3000 људи. Бенд је наступио пред пуном салом капацитета око 800 посетилаца, тј. на „techno stage”-у, заједно са DJ Пукијем, DJ Горданом Пауновићем и бендом Speed Limit.
Дана 14. марта 2002. уследио је наступ у београдском клубу „Андерграунд”, пред преко 400 посетилаца. Овај наступ је представио и новитет у раду бенда, вокал Иване Смоловић, која је постала члан сталне поставе Интрудера.
У четвртак, 4. априла 2002, бенд се одазвао позиву радија СКЦ да учествује у прослави годину дана постојања радија, заједно са бендовима: Неочекивана Сила, Flip Out, Rare, Двојац Без Кормилара, V.I.P...., као и познатим београдским DJ тимовима: TTP, Happy People, Belgrade Yard Soundsystem, Free Ride Culture... Прослава је одржана у здању СКЦ-а на више нивоа, а Интрудер су наступили око 1 час после поноћи на главној бини.
Истог месеца, излази сингл „It's Too Late“, праћен још једним спотом у облику стрипа.
Јуна 2002. бенд потписује за Аутоматик из Београда и објављује компилацију претходно необјављених ремикса и Б страна, под називом „Collector's Item“.
У августу излази сингл „Melt“, праћен видео-спотом, као пилот-сингл за предстојећи албум.
Априла 2003. бенд је напустио кућу Аутоматик и потписао за Ammonite Records из Београда, за коју маја исте године издају албум Strange Kind of Beautiful. У периоду од августа до децембра излазе још два сингла са албума — „Wave After Wave“ и „Doll Réveil“. Бенд је активно промовисао албум наступима уживо, у шесточланом саставу (са Ирис Миљковић као гостом на перкусијама). Наступи су обухватили међународни фестивал „Nisomnia“ у Нишу, и Београдски фестивал електронске музике у Барутани.
Године 2004. бенд започиње рад на песмама за пети албум. Исте године излази пилот сингл, за нумеру „Soundtrack“. Нумера постиже прво место на топ-листи „Дискомер“ Студија Б, као и на неким радијским листама широм Србије (Београд 202, Радио „Ин“ Нови Сад, Краљево...), као и неколико недеља на првом месту домаће радијске топ-листе Б92. Спот за „Soundtrack“ је режирао Стефан Арсенијевић (добитник Златног Медведа у Берлину, и номинације за Оскара за кратки филм „Аторзија“). Сингл је изгласан за најбољи домаћи сингл 2004. године од стране слушалаца радија 94.9 Студија Б, а ушао је и на годишњу топ-листу домаћих синглова радија Б92. Деонице виолине у овој песми је одсвирала Ирис Миљковић.
2005. годину бенд проводи у студију, на снимању петог албума. У међувремену (јун 2005) излази још један сингл, „Why Don't You?“. У јулу месецу Интрудер поново наступа на EXIT фестивалу у Новом Саду. Новембар је обележио концерт у београдском клубу „Plastic“. Спот за „Why Don't You?“ проводи више недеља на првом месту домаћих топ-листа, укључујући и топ-листу емисије „Shoobeedoo“ Б92.

## Чланови бенда
- Небојша Марковић — клавијатуре и вокал
- Иван Халупка — микс, секвенцирање и вокал
- Ивана Смоловић — вокал
- Владимир Врзић — електрична гитара
- Милош Вукосављевић — електрична гитара
- Борис Кунчер — бубњеви

## Дискографија

### Албуми
| Година | Албум                      | Издавач          |
| ------ | -------------------------- | ---------------- |
| 1998   | Experiment                 | Intruder Records |
| 1999   | Windows '99                | Intruder Records |
| 2000   | Able                       | ЦСМ              |
| 2003   | Strange Kind of Beautiful  | Ammonite Records |
| 2006   | Dancing Shoes Starry Skies | Ammonite Records |

### Синглови
- 1999 A Deal with Mephisto (EP)
- 1999 Cut it Again
- 2001 Pretty Mama
- 2002 Inevitable Sound
- 2004 Doll Réveil/Star on a Fire
- 2005 Soundtrack
- 2005 Why Don't You?
- 2006 Sensation